# Christmas pudding

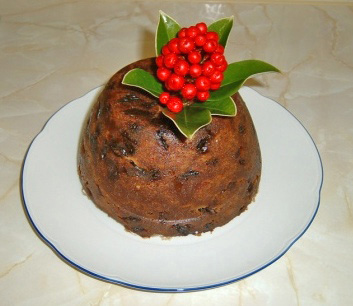
Een versierde christmas pudding

Tijdens kerst komt er in Groot-Brittannië, Ierland en vele andere Engelssprekende landen, vrijwel altijd een zeer traditioneel kerstdiner op tafel. Dit traditionele diner bestaat over het algemeen uit een grote, gebraden kalkoen en als dessert een Christmas pudding (kerstpudding, in feite gebak).
De kerstpudding, ook wel plumpudding genoemd, bestaat vooral uit rozijnen. De pudding bevat over het algemeen een dertiental ingrediënten. Voor sommigen symboliseert de pudding aldus Jezus Christus en zijn twaalf discipelen.
Veel families hebben hun eigen recept en maken de pudding al maanden voor Kerstmis klaar. De pudding gaat dan in een donkere kast en wordt er met kerst uitgehaald. Vroeger was het de gewoonte om zilveren muntjes in de pudding te stoppen. Het ging dan om een threepence- of sixpence-stuk. Degene die de munt in zijn stuk aantrof kon geluk in het komende jaar verwachten. Ook nu wordt dit nog wel gedaan, soms ook met een symbolisch figuurtje, zoals in de traditie van de King cake ofwel de Twelfth Cake.
De bereiding duurt vrij lang, dikwijls enkele uren afhankelijk van de maat van de cake. Dikwijls laat men de cake ook nog een tijd rijpen na het koken.

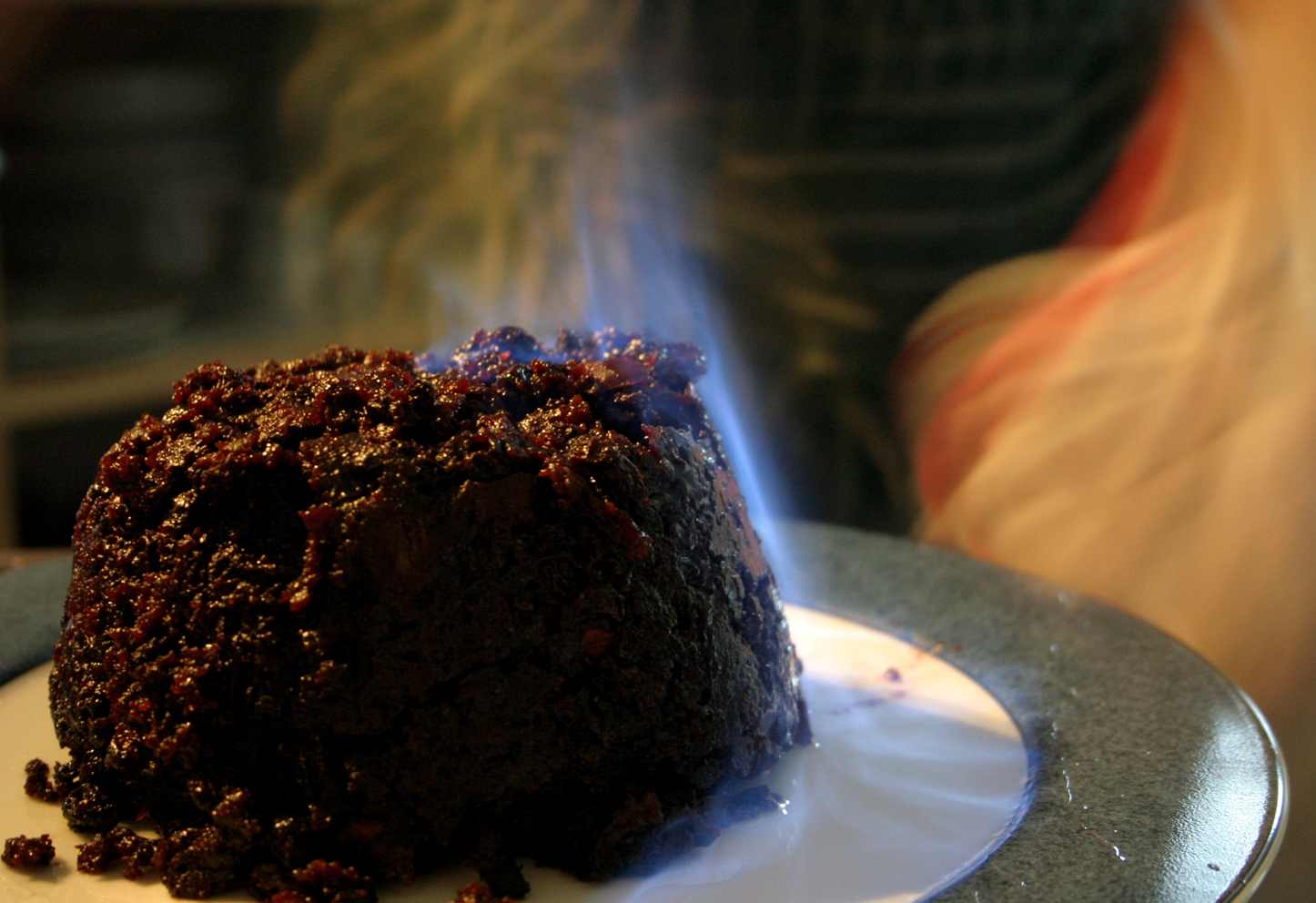
Een bij het opdienen geflambeerde Christmas pudding